# 1002 Olbersia
1002 Olbersia је астероид главног астероидног појаса са пречником од приближно 32,13 km.
Афел астероида је на удаљености од 3,210 астрономских јединица (АЈ) од Сунца, а перихел на 2,368 АЈ.
Ексцентрицитет орбите износи 0,150, инклинација (нагиб) орбите у односу на раван еклиптике 10,752 степени, а орбитални период износи 1701,797 дана (4,659 године).
Апсолутна магнитуда астероида је 11,10 а геометријски албедо 0,062.
Астероид је откривен 15. августа 1923. године.